# NGC 1835
NGC 1835 ist die Bezeichnung für einen Kugelsternhaufen, der mit der Großen Magellanschen Wolke im Sternbild Schwertfisch assoziiert ist. NGC 1835 hat eine scheinbare visuelle Helligkeit von rund 10,6 mag. Er gehört zu den reichsten Kugelsternhaufen der Großen Magellanschen Wolke und enthält 84 RR-Lyrae-Sterne. Der Kugelsternhaufen wurde 1826 von James Dunlop mit einem 9-Zöllner entdeckt und später durch Dreyer im New General Catalogue verzeichnet.